# Marla Schaffel
Marla Schaffel (Miami, 17 aprile 1968) è un'attrice e cantante statunitense.

## Biografia
Dopo aver studiato alla Juilliard School di New York City, Marla Schaffel debutta a Broadway nel 2001 e interpreta Fantine in Les Misérables; nel 1997 entra a far parte del numeroso cast (che comprende Victoria Clark e Michael Cerveris) di Titanic. Nel 2000 interpreta Jane Eyre nel musical tratto dal romanzo di Charlotte Brontë e per la sua performance vince il Drama Desk Award alla miglior attrice in un musical e viene candidata all'Outer Critics Circle Award e al Tony Award.

## Filmografia

### Cinema
- Il prezzo della libertà (Cradle Will Rock), regia di Tim Robbins (1999)

### Televisione
- Kung Fu - serie TV, 3 episodi (1993)
- Law & Order - Unità vittime speciali - serie TV, 1 episodio (2005)
- Law & Order: Criminal Intent - serie TV, 1 episodio (2006)
- The Mysteries of Laura - serie TV, 1 episodio (2015)